# Xynisteri

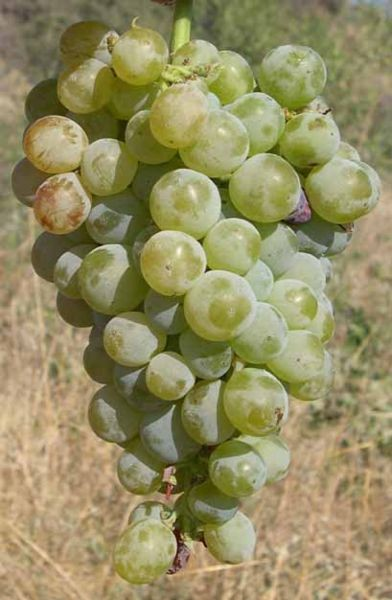
Racimo de xyinisteri.

La xynisteri es una uva blanca nativa de Chipre. Según algunas estimaciones, el 13 % de los viñedos chipriotas están plantados con esta variedad. Hay unas 500 ha en las laderas orientadas al sur de la cordillera Troodos. La xynisteri es la principal uva blanca de Chipre.
Sus racimos y sus uvas son de tamaño medio. Es conocida por su restencia a las enfermedades de la vid. Es usada para la producción de varios vinos, sobre todo blancos. La xynisteri es mezclada con la mavro para la producción del vino de postre chipriota commandaria. También es usada para el licor local zivania.